# Raukla
Raukla est un village de la Commune de Türi du comté de Järva en Estonie.
Au 31 décembre 2011, il compte 58 habitants.